# Giro d'Italia 1956
Il Giro d'Italia 1956, trentanovesima edizione della "Corsa Rosa", si svolse in 23 tappe dal 19 maggio al 10 giugno 1956, su un percorso totale di 3 523,45 km, e fu vinto dal lussemburghese Charly Gaul.
Gaul conquistò la maglia rosa nella famosa ventunesima tappa Merano-Monte Bondone. In una giornata epica, con neve e freddo invernali e quattro passi da scalare, arrivò al traguardo con quasi 8 minuti di vantaggio sul secondo classificato (Alessandro Fantini) e più di 12 minuti su Fiorenzo Magni, che con una spalla fratturata reggeva il manubrio attraverso un tubolare stretto fra i denti. Gaul risalì in classifica generale dal ventiquattresimo posto, e si aggiudicò una delle più memorabili edizioni del Giro.
Coppi cadde durante la sesta tappa e fu costretto al ritiro.

## Tappe
| Tappa  | Data      | Percorso                                          | km       | Vincitore di tappa                    | Leader cl. generale |
| ------ | --------- | ------------------------------------------------- | -------- | ------------------------------------- | ------------------- |
| 1ª     | 19 maggio | Milano > Alessandria                              | 210      | Pierino Baffi                         | Pierino Baffi       |
| 2ª     | 20 maggio | Alessandria > Genova                              | 96       | Alessandro Fantini                    | Pierino Baffi       |
| 3ª     | 20 maggio | Circuito di Lido d'Albaro (cron. a squadre)       | 12       | Leo-Chlorodont                        | Vincenzo Zucconelli |
| 4ª     | 21 maggio | Genova > Salice Terme                             | 152      | Alessandro Fantini                    | Alessandro Fantini  |
| 5ª     | 22 maggio | Voghera > Mantova                                 | 198      | Miguel Poblet                         | Alessandro Fantini  |
| 6ª     | 23 maggio | Mantova > Rimini                                  | 228      | Giuseppe Minardi                      | Alessandro Fantini  |
| 7ª     | 23 maggio | Circuito di San Marino (RSM) (cron. individuale)  | 13       | Jan Nolten                            | Alessandro Fantini  |
| 8ª     | 24 maggio | Rimini > Pescara                                  | 245      | Arrigo Padovan                        | Alessandro Fantini  |
| 9ª     | 25 maggio | Pescara > Campobasso                              | 205      | Charly Gaul                           | Alessandro Fantini  |
| 10ª    | 26 maggio | Campobasso > Salerno                              | 156      | Miguel Poblet                         | Alessandro Fantini  |
| 11ª    | 27 maggio | Salerno > Frascati                                | -        | soppressa per elezioni amministrative |                     |
| 12ª    | 28 maggio | Roma > Grosseto                                   | 198      | Bruno Tognaccini                      | Alessandro Fantini  |
| 13ª    | 29 maggio | Grosseto > Livorno                                | 230      | Pietro Nascimbene                     | Alessandro Fantini  |
|        | 30 maggio | giorno di riposo                                  |          |                                       |                     |
| 14ª    | 31 maggio | Livorno > Lucca (cron. individuale)               | 54       | Pasquale Fornara                      | Pasquale Fornara    |
| 15ª    | 1º giugno | Lucca > Bologna                                   | 168      | Michel Stolker                        | Pasquale Fornara    |
| 16ª    | 2 giugno  | Bologna > Madonna di San Luca (cron. individuale) | 2,45     | Charly Gaul                           | Pasquale Fornara    |
| 17ª    | 3 giugno  | Bologna > Rapallo                                 | 271      | Miguel Poblet                         | Pasquale Fornara    |
| 18ª    | 4 giugno  | Rapallo > Lecco                                   | 278      | Giorgio Albani                        | Pasquale Fornara    |
| 19ª    | 5 giugno  | Lecco > Sondrio                                   | 98       | Miguel Poblet                         | Pasquale Fornara    |
|        | 6 giugno  | giorno di riposo                                  |          |                                       |                     |
| 20ª    | 7 giugno  | Sondrio > Merano                                  | 163      | Cleto Maule                           | Pasquale Fornara    |
| 21ª    | 8 giugno  | Merano > Monte Bondone                            | 242      | Charly Gaul                           | Charly Gaul         |
| 22ª    | 9 giugno  | Trento > San Pellegrino Terme                     | 191      | Giorgio Albani                        | Charly Gaul         |
| 23ª    | 10 giugno | San Pellegrino Terme > Milano                     | 113      | Donato Piazza                         | Charly Gaul         |
| Totale | Totale    | Totale                                            | 3 523,45 |                                       |                     |

## Squadre e corridori partecipanti
Partecipano alla corsa quindici squadre composte da sette ciclisti ciascuna, per un totale di 105 ciclisti al via. Oltre alla Nazionale francese, tre formazioni (Eldorado-Elvé, Italcover e Girardengo-ICEP) gareggiano in rappresentanza rispettivamente di Belgio, Paesi Bassi e Spagna.
| N.    | Cod. | Squadra           |
| ----- | ---- | ----------------- |
| 1-7   | NIV  | Nivea-Fuchs       |
| 9-14  | ELD  | Eldorado-Elvé     |
| 15-21 | FRA  | Francia           |
| 22-28 | ICV  | Italcover         |
| 29-35 | GIR  | Girardengo-ICEP   |
| 36-42 | FAE  | Faema-Guerra      |
| 43-49 | ARB  | Arbos-Bif-Clément |
| 50-56 | ATA  | Atala-Pirelli     |

| N.     | Cod. | Squadra         |
| ------ | ---- | --------------- |
| 57-63  | BIA  | Bianchi-Pirelli |
| 64-70  | CAR  | Carpano-Coppi   |
| 71-77  | FRE  | Fréjus-Superga  |
| 78-84  | IGN  | Ignis-Varese    |
| 85-91  | LEG  | Legnano         |
| 92-98  | CHL  | Leo-Chlorodont  |
| 99-105 | TOR  | Torpado-Pirelli |

## Resoconto degli eventi
Il Giro prese il via da Milano dopo il consueto raduno in Piazza del Duomo. I ciclisti al via erano 105, in rappresentanza di diciassette squadre. Nessuno di essi era indicato come principale favorito alla vittoria finale: nel novero dei "papabili" venivano comunque inclusi Pasquale Fornara (reduce dalla vittoria al Tour de Romandie), Agostino Coletto, Bruno Monti e Nello Lauredi, oltre a Gastone Nencini, Nino Defilippis, Aldo Moser, Jean Brankart e Charly Gaul; anche Carlo Clerici e Fiorenzo Magni erano considerati tra i favoriti. Il già cinque volte vincitore della corsa, il "Campionissimo" Fausto Coppi, ormai trentaseienne e rientrante dalla convalescenza dopo aver contratto il tifo a inizio anno, si dovette ritirare dopo una caduta durante la sesta tappa.
Gaul conquistò la maglia rosa l'8 giugno, al termine della ventunesima tappa: 242 km con il Passo di Costalunga (1753 m s.l.m.), il Rolle (1970 m), il Gobbera (988 m), lo sterrato del Passo Brocon (1616 m) e l'arrivo in quota ai 1300 m s.l.m. del Monte Bondone. Alla partenza a Merano pioveva e spirava un vento gelido, poi, con l'ingresso dei ciclisti nella Val d'Ega, le precipitazioni aumentarono di intensità: già sulla prima salita arrivarono i primi ritiri, tra cui quelli di Carlo Clerici, Raoul Rémy e Giancarlo Astrua. Primi a transitare sul Costalunga furono Gaul, Bahamontes e Dotto, seguiti dalla maglia rosa Fornara a circa 40"; si formò comunque un gruppo di trenta atleti ai piedi della seconda ascesa, quella verso il Passo Rolle. Qui primo a scollinare fu ancora Gaul, questa volta in solitaria, poi a due minuti e mezzi Bruno Monti e a tre Bahamontes. Monti però raggiunse e superò Gaul in discesa, quindi approcciò tutto solo il Gobbera, scollinando con tre minuti su Maule, Defilippis e Bahamontes.
Intanto la pioggia e il vento continuavano a sferzare i ciclisti. Sul Brocon Gaul tornò all'attacco, sorpassò tutti gli avversari e transitò per primo in vetta con un minuto di margine su Padovan e Defilippis, e con ben 5 minuti e mezzo su Maule e su Fornara. Defilippis, in quel momento maglia rosa virtuale, era però stremato, e poco prima del transito a Strigno salì su una vettura e si ritirò. Gaul si involava verso l'ultima salita, aumentando progressivamente il vantaggio, Fornara invece abbandonò la corsa in vista di Trento. Sul Bondone la pioggia divenne neve, Gaul riuscì comunque a proseguire la sua azione, vincendo la tappa dopo 9 ore, 7 minuti e 28 secondi in sella. Appena tagliata la linea dell'arrivo (la temperatura era di 4 °C sotto lo zero) il lussemburghese, semiassiderato, venne preso di peso e tirato giù di sella, e sorretto dal suo meccanico e da un poliziotto fu condotto fino in albergo; qui venne aiutato a riprendersi con tuta, coperte e bagno in acqua calda, e poté apprendere i dettagli dell'impresa di cui era stato protagonista.
Il secondo classificato di giornata, Alessandro Fantini, arrivò al traguardo con 7 minuti e 44 secondi di ritardo da Gaul; a 12 primi e 15 secondi arrivò invece il terzo, Fiorenzo Magni, che reggeva il manubrio tramite un tubolare stretto fra i denti a causa di una frattura alla clavicola procuratosi in una caduta lungo la discesa di Volterra, nella tredicesima tappa. Dopo di loro Agostino Coletto e Pierino Baffi. Oltre ai ciclisti già citati, si ritirarono tra gli altri anche Miguel Poblet, Federico Bahamontes, Gastone Nencini e Giuseppe Buratti, nonché tutti i compagni di squadra di Gaul. In totale ben 45 degli 86 ciclisti partiti al mattino dovettero abbandonare la corsa (43 ritiri, 2 fuori tempo massimo), mentre 41 furono i "superstiti". Gaul risalì così in un sol giorno dal ventiquattresimo posto in classifica, che occupava alla partenza della tappa (aveva 17 minuti di ritardo da Fornara), al primo, con 3 minuti e 27 secondi su Magni e 6 minuti e 53 secondi su Coletto. Nelle ultime due tappe i distacchi rimasero immutati, e Gaul poté così festeggiare la vittoria del Giro.

## Classifiche finali

### Classifica generale - Maglia rosa
| Pos. | Corridore            | Squadra  | Tempo      |
| ---- | -------------------- | -------- | ---------- |
| 1    | Charly Gaul          | Faema    | 101h39'46" |
| 2    | Fiorenzo Magni       | Nivea    | a 3'27"    |
| 3    | Agostino Coletto     | Fréjus   | a 6'53"    |
| 4    | Cleto Maule          | Torpado  | a 7'25"    |
| 5    | Aldo Moser           | Torpado  | a 7'30"    |
| 6    | Alessandro Fantini   | Atala    | a 8'46"    |
| 7    | Jean Brankart        | Eldorado | a 9'21"    |
| 8    | Bruno Monti          | Atala    | a 10'54"   |
| 9    | Waldemaro Bartolozzi | Legnano  | a 18'14"   |
| 10   | Hilaire Couvreur     | Eldorado | a 18'41"   |

### Trofeo Dolomiti
| Pos. | Corridore   | Squadra | Punti |
| ---- | ----------- | ------- | ----- |
| 1    | Charly Gaul | Faema   | 20    |

### Trofeo Appennini
| Pos. | Corridore           | Squadra    | Punti |
| ---- | ------------------- | ---------- | ----- |
| 1    | Federico Bahamontes | Girardengo | 30    |
| 2    | Bruno Monti         | Atala      | 13    |
| 3    | Giuseppe Buratti    | Bianchi    | 11    |
| 4    | Pasquale Fornara    | Arbos      | 10    |
| 5    | Aldo Moser          | Torpado    | 8     |

### Trofeo Stelvio
| Pos. | Corridore       | Squadra | Punti |
| ---- | --------------- | ------- | ----- |
| 1    | Aurelio Del Rio | Ignis   |       |

### Classifica a squadre
| Pos. | Squadra         | Punti |
| ---- | --------------- | ----- |
| 1    | Atala-Pirelli   | ?     |
| 2    | Torpado-Pirelli | ?     |
| 3    | Nivea-Fuchs     | ?     |
| 4    | Carpano-Coppi   | ?     |
| 5    | Leo-Chlorodont  | ?     |